# Санта-Рита (Арагуа)
Санта-Рита (исп. Santa Rita) — город на севере Венесуэлы, на территории штата Арагуа. Является административным центром муниципалитета Франсиско-Линарес-Алькантара.

## История
16 декабря 1997 года Санта-Рита стала административным центром новообразованного муниципалитета Франсиско-Линарес-Алькантара.

## Географическое положение
Санта-Рита расположена на северо-западной части штата, на восточном берегу озера Валенсия, преимущественно на правом берегу реки Турмеро, к юго-востоку от города Маракай, административного центра штата. Абсолютная высота — 585 метров над уровнем моря.

## Климат
Климат города характеризуется как тропический, с сухой зимой и дождливым летом (Aw в классификации климатов Кёппена). Среднегодовое количество атмосферных осадков — 929 мм. Наибольшее количество осадков выпадает в августе (174 мм). Средняя годовая температура составляет 25,1 °C.

## Население
По данным Национального института статистики Венесуэлы, численность населения города в 2013 году составляла 91 753 человека.

## Транспорт
По северной окраине города проходит национальная автомагистраль № 1 (исп. Troncal 1).